# 麒麟の子/Honey Honey
「麒麟の子/Honey Honey」（きりんのこ/ハニーハニー）は、2019年10月23日にポニーキャニオンから発売されたSexy Zoneの17作目のシングル。

## 概要
前作「カラクリだらけのテンダネス/すっぴんKISS」から約1年ぶりのシングルで、前作に続き両A面シングル。今作は、メンバーの松島聡が突発性パニック障害の治療に専念するため不参加。
初回限定盤2種、通常盤の計3種類で発売。また、3形態同時予約購入の特典として『「麒麟の子 / Honey Honey」映像視聴シリアルコード付きスペシャルブックレット（40P）』が付与される。
2020年にポニーキャニオンからユニバーサルミュージック内の新レーベルTop J Recordsへ移籍することが発表されたため、ポニーキャニオンからリリースされた最後のシングルとなった。

## 収録曲

### CD

#### 通常盤
1. 麒麟の子
作詞：Earsy、作曲：イワツボコーダイ・吹野クワガタ、編曲：吹野クワガタ
  - 佐藤勝利主演 日本テレビ系ドラマ『ブラック校則』主題歌
  - 佐藤勝利主演 映画『ブラック校則』主題歌
2. Honey Honey
作詞：岡嶋かな多、作曲：原一博、編曲：CHOKKAKU
  - Sexy Zone出演 コーセーコスメポート「ソフティモ」CMソング
3. BON BON TONIGHT
作詞：小林光明、作曲：Shusui・Fredrik “Figge” Bostrom・Jose Manuel Moles、編曲：Fredrik “Figge” Bostrom・Jose Manuel Moles・生田真心
4. 帰り道 to you
作詞・作曲：たなかまゆ、編曲：sugarbeans
5. 麒麟の子 -Inst.-
6. Honey Honey -Inst.-
7. BON BON TONIGHT -Inst.-
8. 帰り道 to you -Inst.-

#### 初回限定盤A
1. 麒麟の子
2. Honey Honey
3. 天空のロイヤルブルー
作詞：金井政人(BIGMAMA)、作曲：イワツボコーダイ・高慶"CO-K"卓史、編曲：ha-j・高慶"CO-K"卓史
4. 天空のロイヤルブルー -inst.-

#### 初回限定盤B
1. Honey Honey
2. 麒麟の子
3. DREAMLAND
作詞：EMI K.Lynn、作曲：Victor Sagfors・FUNK UCHINO・畑中ikki、編曲：生田真心
4. DREAMLAND -inst.-

### DVD

#### 初回限定盤A
1. 「麒麟の子」Music Clip
2. Making of「麒麟の子」Music Clip
3. カードをめくってピタリを目指せ!Sexy Zone ドリーム22 ～Sexyトーナメント編～

#### 初回限定盤B
1. 「Honey Honey」Music Clip
2. Making of「Honey Honey」Music Clip
3. メンバーのプライベート丸裸!?Sexy Zone ドリーム22 ～Sexyインタビュー編～

### シリアル動画
※3種類同時予約購入特典。
- 「麒麟の子/Honey Honey」ジャケットメイキング映像
- 「Sexy Zoneドリーム22」未公開インタビュー集